# Dziesięciozgłoskowiec

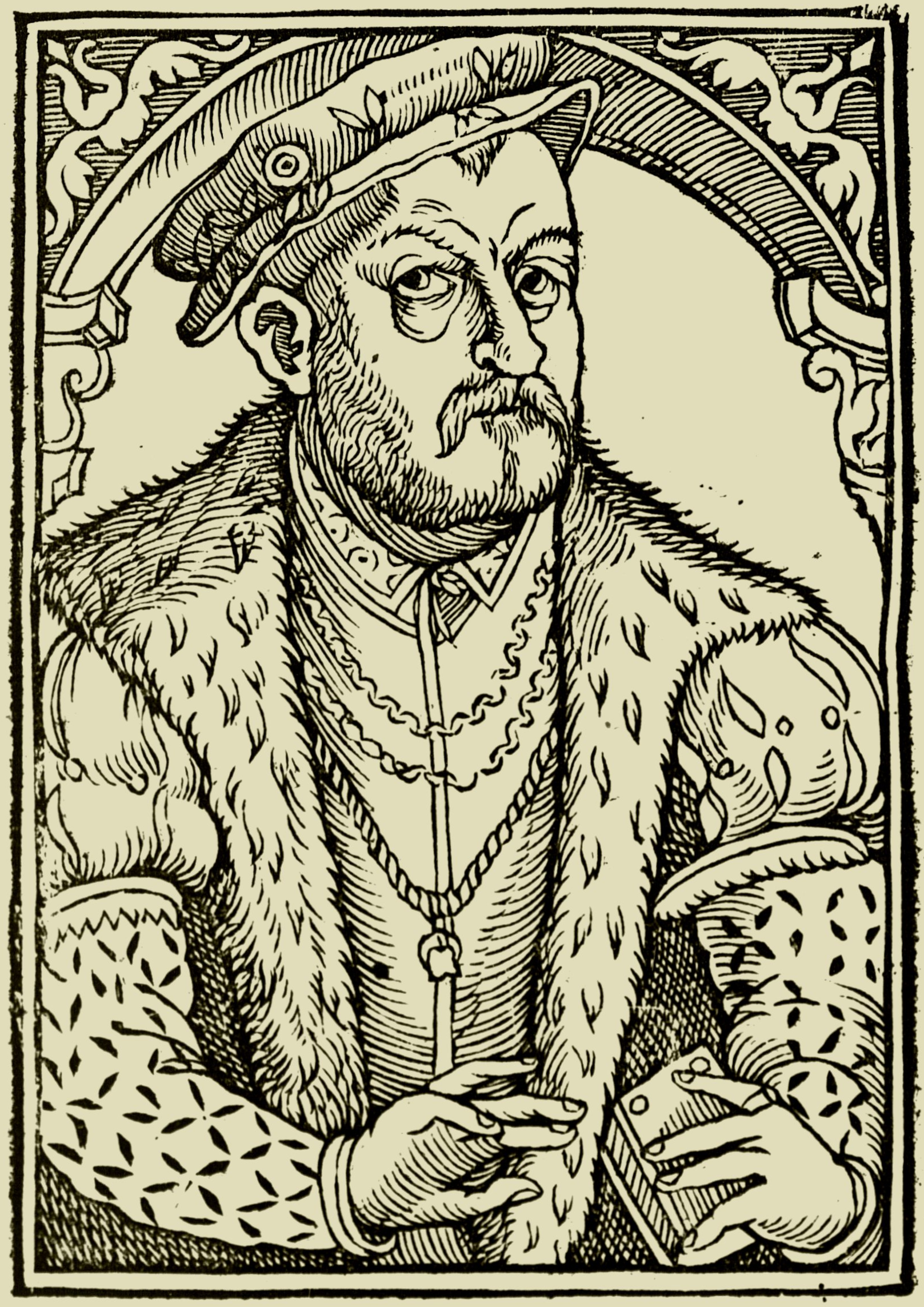
Mikołaj Rej

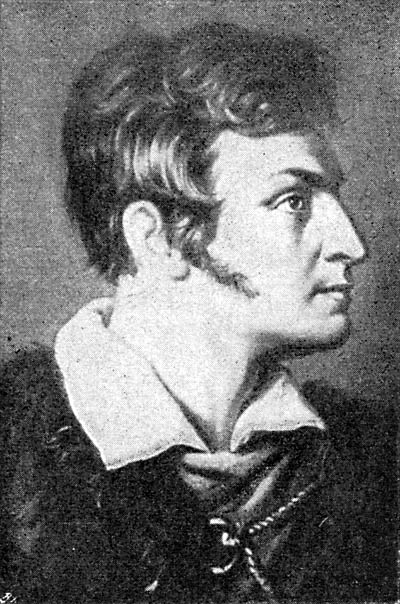
Adam Mickiewicz napisał dziesięciozgłoskowcem między innymi Śmierć pułkownika

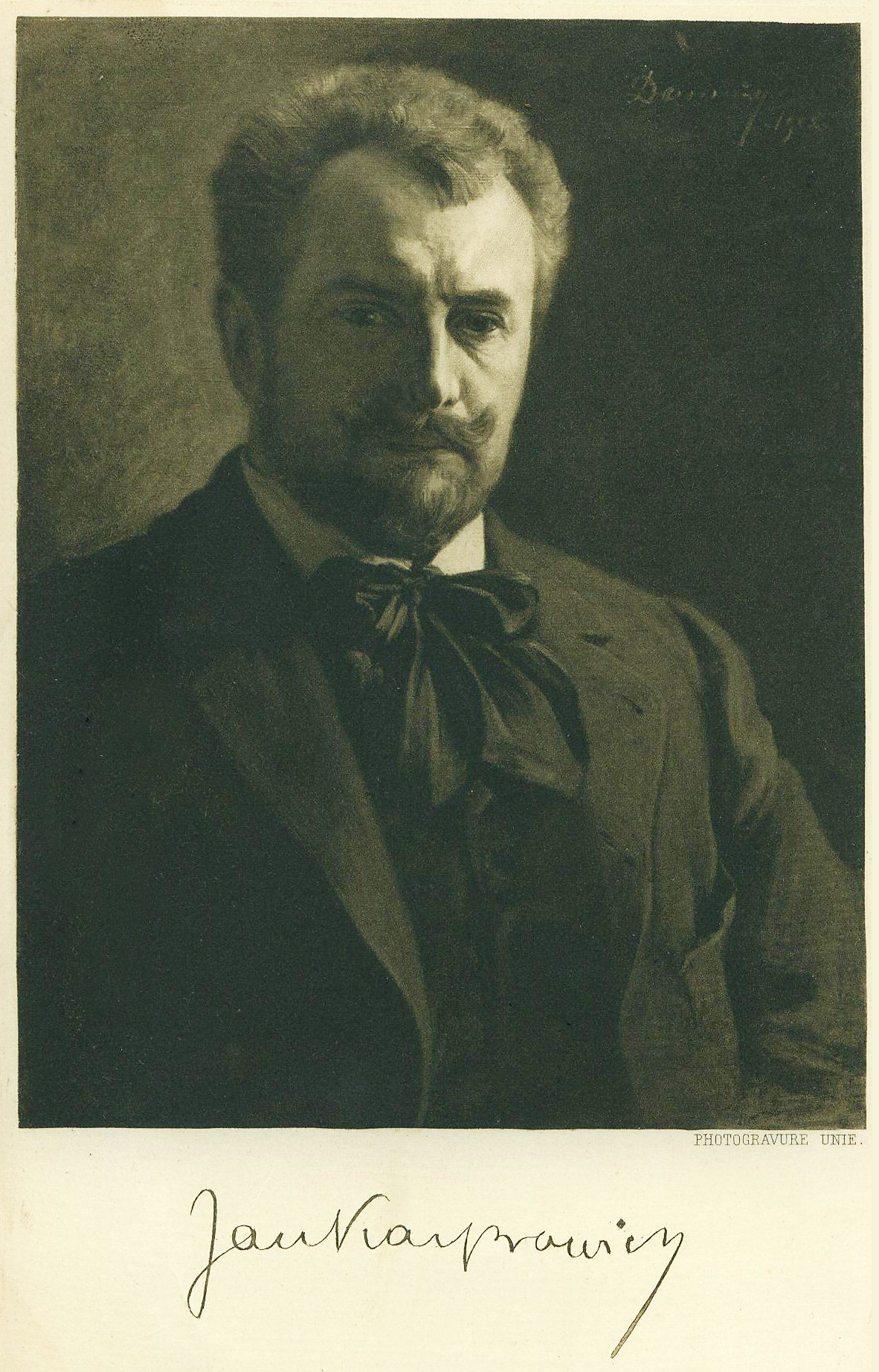
Jan Kasprowicz

Dziesięciozgłoskowiec – forma wierszowa złożona z dziesięciu sylab. We wczesnej poezji polskiej występuje między innymi w twórczości Mikołaja Reja. Prawdopodobnie miał bardzo długą tradycję, wywodzącą się być może z czasów pogańskich, prasłowiańskich, za czym przemawia jego popularność na Bałkanach.
Szereg dziesięciozgłoskowy może zawierać od dwóch do sześciu zestrojów akcentowych w rozmaitych kombinacjach. Jako komponent wierszy izosylabicznych występuje na ogół w postaci dwudzielnej (5 + 5, 4 + 6, 3 + 7), częściej wchodzi w skład wierszy różnowersowych.
Polsko! Polsko! barwą tyś bogata,
Chusty dziewcząt jak maki się palą,
Niebieszczeje niska, wiejska chata,
Zieleń polna szczerą płynie falą.
Marcelina Kulikowska, Ze wsi
Dziesięciozgłoskowiec symetryczny wchodzi w skład strofy stanisławowskiej. Wersy nieparzyste są w niej dziesięciozgłoskowe, a parzyste ośmiozgłoskowe.
Już miesiąc zeszedł, psy się uśpiły,
I coś tam klaszcze za borem.
Pewnie mnie czeka mój Filon miły
Pod umówionym jaworem.
Franciszek Karpiński, Laura i Filon
Dziesięciozgłoskowiec anapestyczny jest obecny w strofie mickiewiczowskiej. Wersy nieparzyste są w niej czternastozgłoskowe, a parzyste dziesięciozgłoskowe.
Wzrok opuścił ku ziemi i rękami drżącemi
Siwe wąsy pokręca, i duma.
Wzrok od łoża odwrócił, w tył wyloty zarzucił
I zawołał kozaka Nauma.
Adam Mickiewicz, Czaty
Dziesięciozgłoskowcem ze średniówką po sylabie czwartej Jan Kasprowicz napisał cykl sonetów Z chałupy. Dziesięciozgłoskowcem pisał swoje sonety także słowacki poeta tworzący w języku czeskim Ján Kollár, autor cyklu Córa sławy. 
Dziesięciozgłoskowiec 4 + 6 jest podstawowym rodzajem wiersza dawnej ludowej epiki serbskiej.
Wtem Car Łazarz zasiadł do wieczerzy,
Obok niego Carzyca Milica;
Jęła mówić Carzyca Milica:
„O Łazarzu! — o serbska korono!
Ty wyruszasz jutro pod Kosowo”.
Car Łazarz i Carzyca Milica z cyklu Bój kosowski, przekład Józef Bohdan Zaleski
W literaturze angielskiej dziesięciozgłoskowiec jest przeważnie jambiczny (x ' x ' x ' x ' x '), ale może też być trocheiczny (' x ' x ' x ' x ' x). Trocheicznego dziesięciozgłoskowca Robert Browning użył w wierszu One Word More.
THERE they are, my fifty men and women
Naming me the fifty poems finish’d!
Take them, Love, the book and me together.
Where the heart lies, let the brain lie also.
W literaturze antycznej, greckiej i rzymskiej, dziesięciozgłoskowiec występował w strofie alcejskiej, jako jej ostatni wers:
Vides ut alta stet nive candidum
Soracte nec iam sustineant onus
silvae laborantes geluque
flumina constiterint acuto?
Horacy, I, 9